# The Peel Session (album, Syd Barrett)
The Peel Session je první živé album britského zpěváka a kytaristy Syda Barretta, známého jakožto frontmana raného období skupiny Pink Floyd. EP deska vyšla na jaře roku 1988 (viz 1988 v hudbě).
EP The Peel Session bylo nahráno 24. února 1970 pro rozhlasový pořad BBC Top Gear, který moderoval John Peel. Top Gear s Barrettem bylo vysíláno 14. března téhož roku. Jednalo se o jedno z mála živých vystoupení Syda Barretta po odchodu z Pink Floyd v roce 1968. Na EP, které vyšlo až na konci 80. let, jej dále doprovázejí David Gilmour a Jerry Shirley, kteří s ním spolupracovali i na ostatních sólových albech.
Na EP se nachází pět skladeb, tři z alba Barrett, jedna z desky The Madcap Laughs a „Two of a Kind“, která byla poprvé vydána až na The Peel Session. Právě píseň „Two of a Kind“ jako jedinou z EP pravděpodobně nenapsal Barrett, ale klávesista Rick Wright, přičemž Barrett ji přijal za svoji kompozici.
V roce 2004 vyšlo album The Radio One Sessions, které obsahuje kromě všech skladeb z The Peel Session další tři písně.

## Seznam skladeb
Všechny skladby napsal(i) Syd Barrett, vyjma té, kde je uveden autor. 
| Pořadí         | Název                 | Autor          | Délka |
| -------------- | --------------------- | -------------- | ----- |
| 1.             | Terrapin              |                | 3:02  |
| 2.             | Gigolo Aunt           |                | 3:35  |
| 3.             | Baby Lemonade         |                | 2:37  |
| 4.             | Effervescing Elephant |                | 0:57  |
| 5.             | Two of a Kind         | Wright         | 2:28  |
| Celková délka: | Celková délka:        | Celková délka: | 12:32 |

## Obsazení
- Syd Barrett – akustická kytara, zpěv
- David Gilmour – baskytara, elektrická kytara, varhany, vokály
- Jerry Shirley – perkuse